# Gare du Nord (Métro Paris)

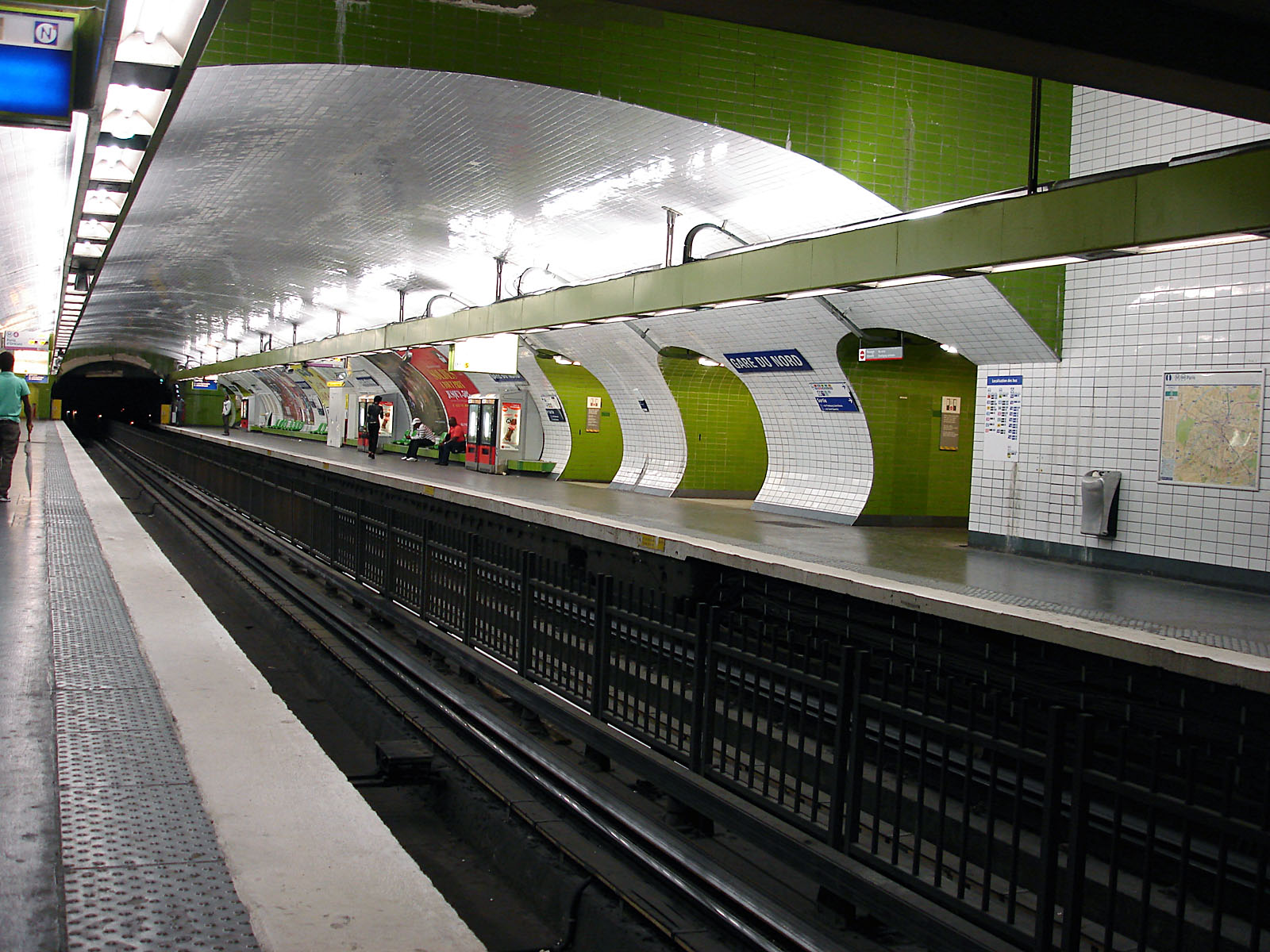
Station der Linie 4

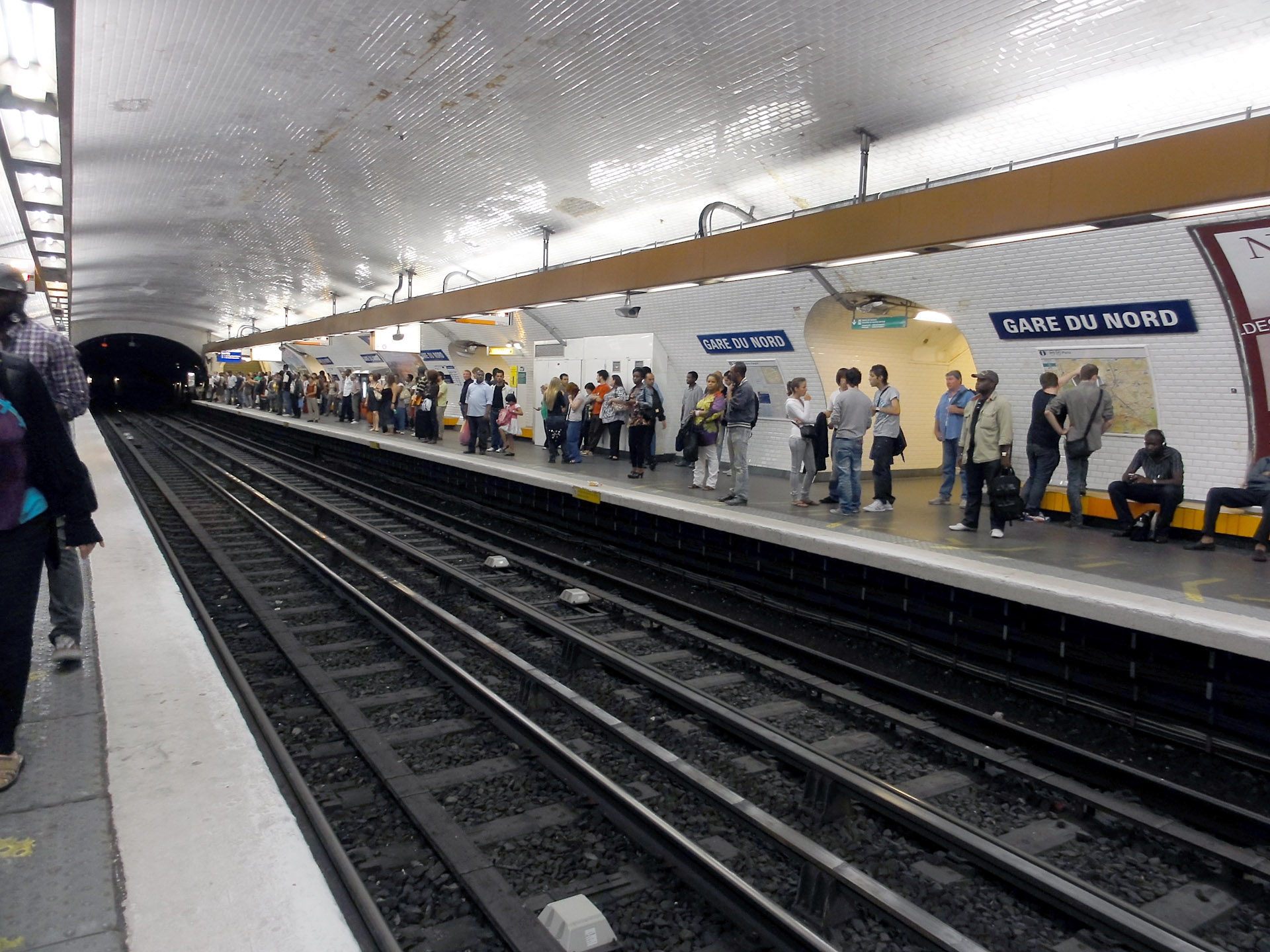
Station der Linie 5

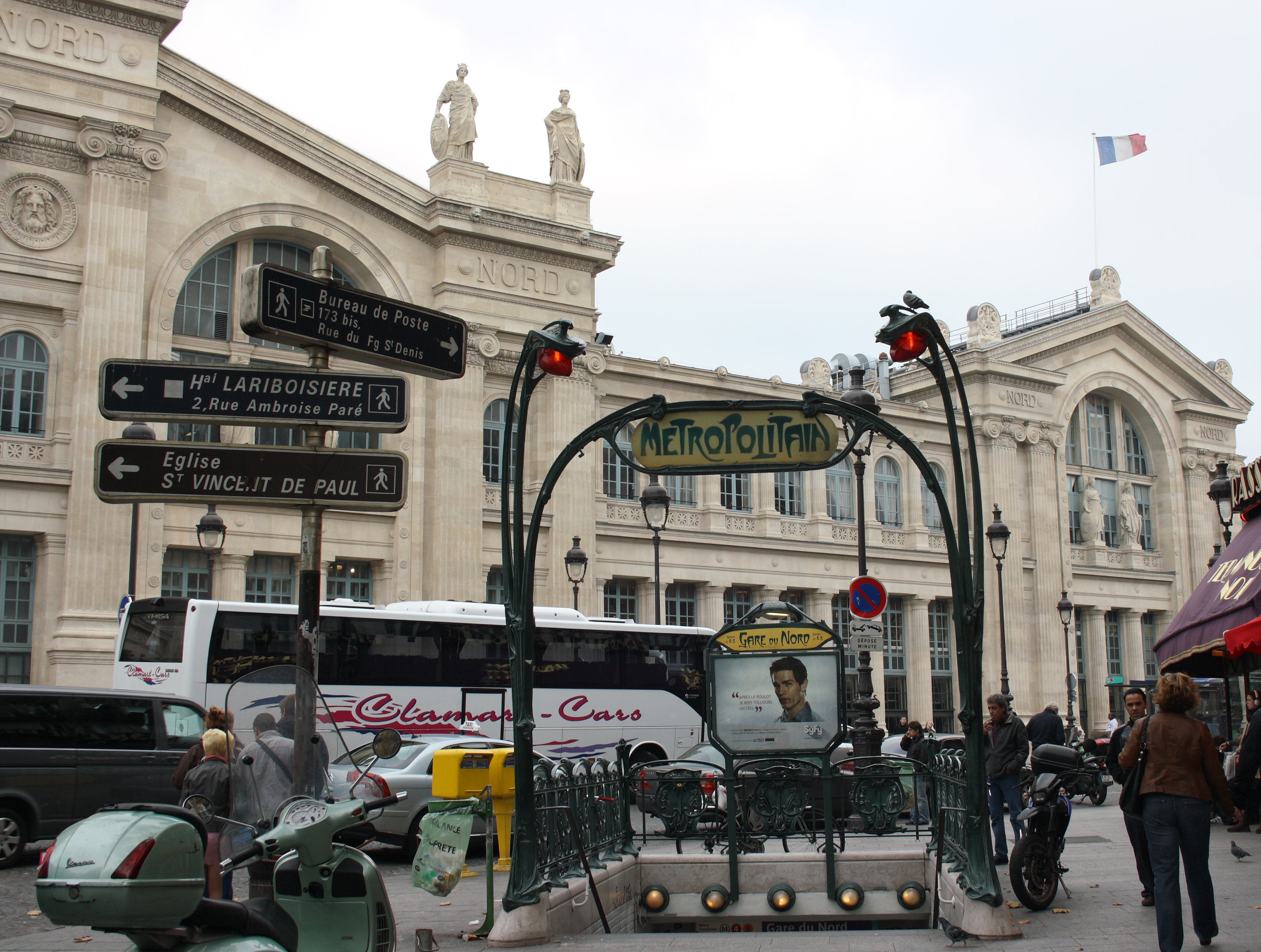
Von Hector Guimard gestalteter Art-nouveau-Zugang an der Place Napoleon III

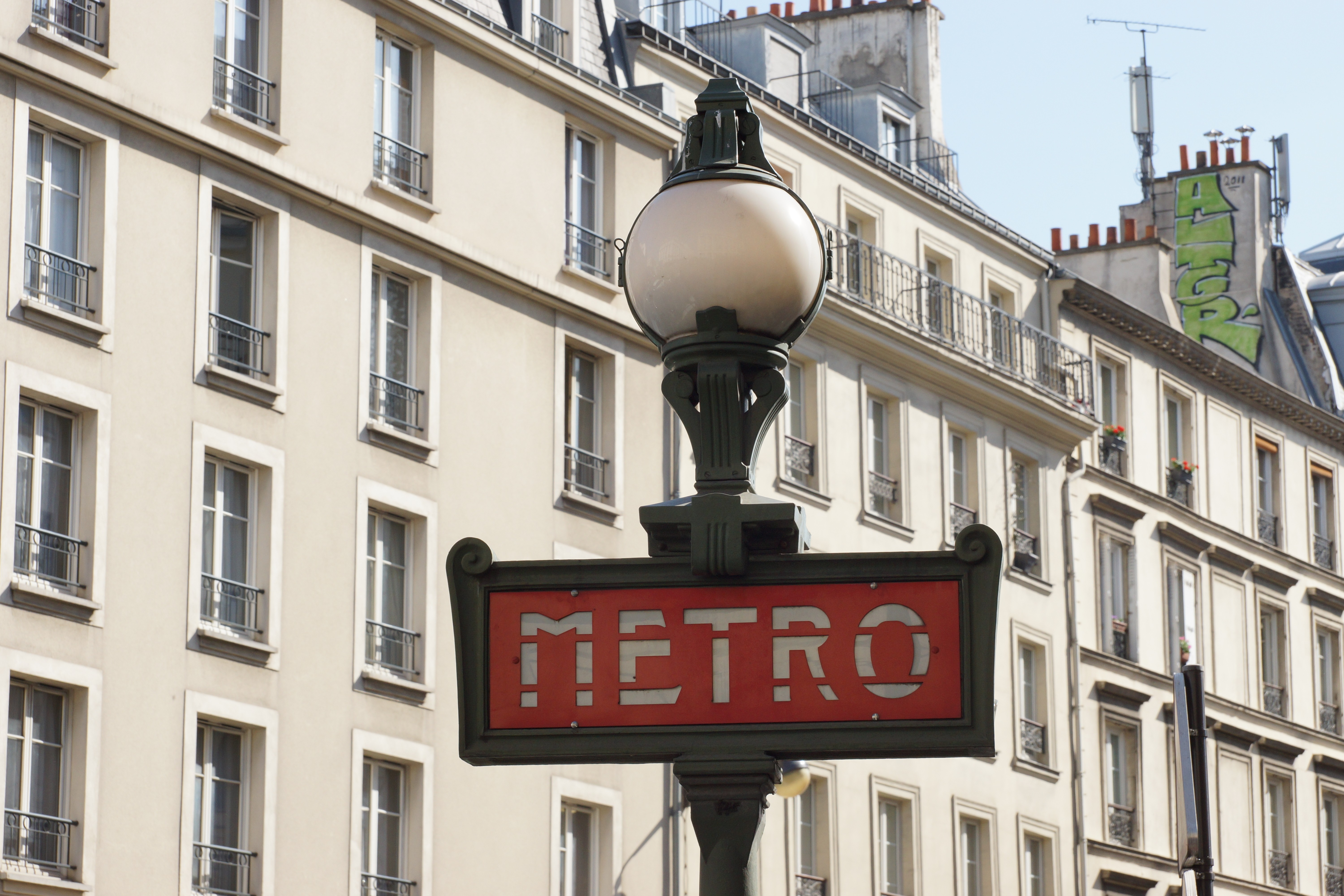
Von Adolphe Dervaux entworfener Art-déco-Kandelaber an der Rue de Dunkerque

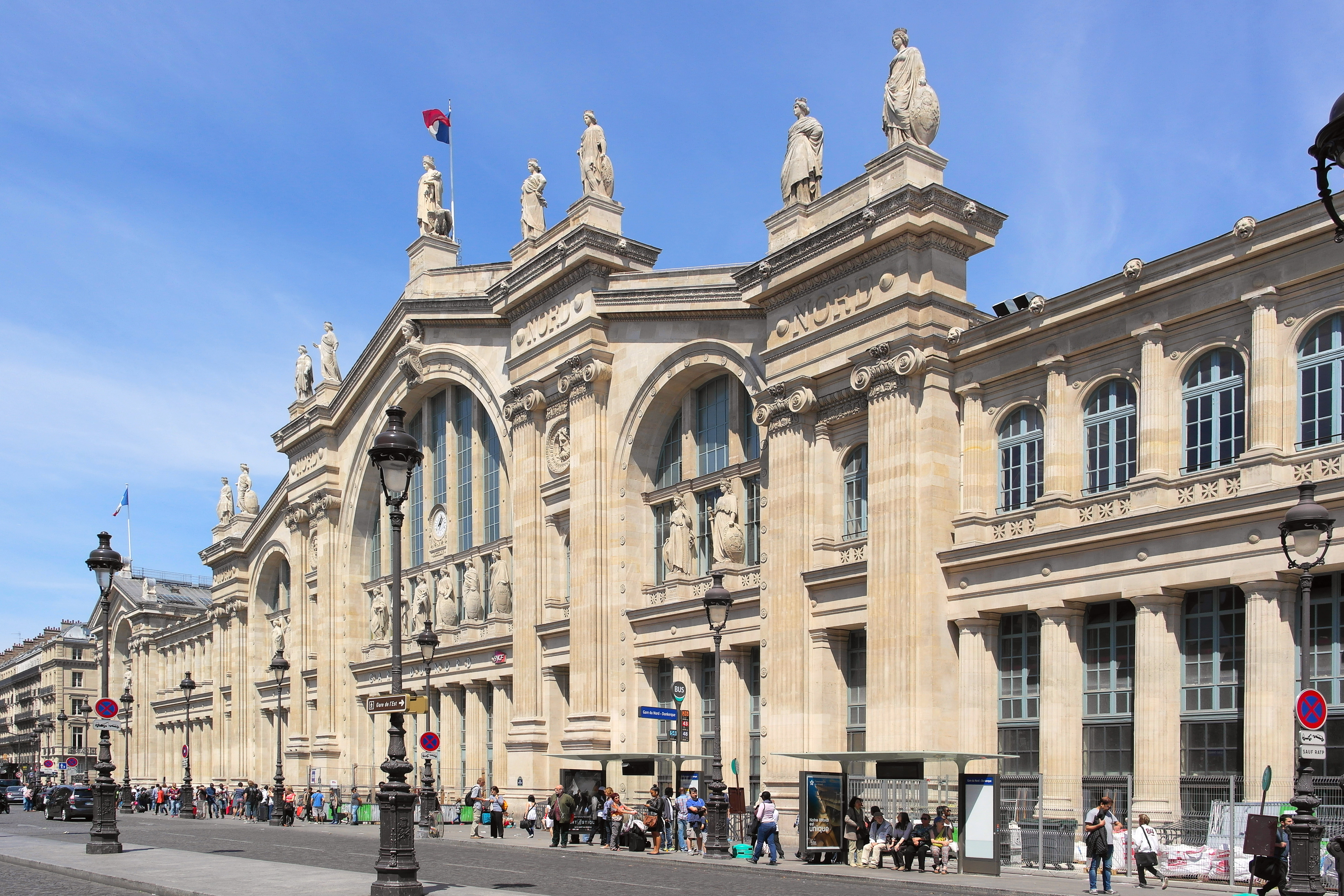
Fernbahnhof Gare du Nord

Der U-Bahnhof Gare du Nord [ɡaʁ dy nɔʁ] ist ein unterirdischer Umsteigebahnhof der Pariser Métro. Er wird von den Linien 4 und 5 bedient und ist einer der wichtigsten Knotenpunkte im Zentrum von Paris. Mit etwa 99.000 Fahrgästen täglich war er 2004 der am stärksten frequentierte U-Bahnhof der Metro.
Im durch einen Verbindungsgang erreichbaren Fernbahnhof Gare du Nord beginnen die TGV-, Thalys- und Eurostar-Züge in Richtung London, Brüssel, Köln und Amsterdam. In dessen unterirdischem Teil kann zu den RER B und RER D des S-Bahn-ähnlichen RER-Netzes umgestiegen werden. Im Tunnelbahnhof Magenta, der an der Ostseite der Bahnhofsanlage liegt, wird der RER E erreicht.

## Lage
Der U-Bahnhof liegt im Quartier Saint-Vincent-de-Paul des 10. Arrondissements von Paris. Die Station der Linie 4 liegt quer vor der Hauptfassade des Fernbahnhofs unter der Rue de Dunkerque und der Place Napoleon III, die der Linie 5 längs unter der Rue du Faubourg Saint-Denis nördlich deren Kreuzung mit der Rue La Fayette.

## Name
Namengebend ist der gleichnamige Fernbahnhof Gare du Nord. Er wurde am 25. Juni 1846 eröffnet und verbindet Paris mit den Départements im Norden sowie mit Belgien und den Niederlanden. Besondere Bedeutung hat er zudem im Verkehr mit dem Vereinigten Königreich. Vor der Eröffnung des Kanaltunnels endeten dort die meisten der im Anschluss an die Kanalfähren verkehrenden Züge, seitdem die direkt aus London kommenden TGV-Züge des Typs Eurostar.

## Geschichte
Eine erste Station wurde am 15. November 1907 mit Eröffnung der nördlichen Verlängerung der Linie 5 von Lancry (seit 1946 Jacques Bonsergent) bis Gare du Nord in Betrieb genommen. Sie lag innerhalb einer zweigleisigen Endschleife unter dem Boulevard de Denain, hatte einen Mittelbahnsteig und war bis 1942 Endstation der von Étoile über Place d’Italie kommenden damals längsten Métrolinie.
Am 5. Oktober 1942 wurde die neue Station der Linie 5 unter der Rue du Faubourg Saint-Denis eröffnet und die Linie am 12. Oktober 1942 bis Église de Pantin im Nordosten von Paris verlängert. Der alte Endbahnhof wurde aufgegeben, blieb aber weitgehend erhalten und dient heute als Ausbildungszentrum.
Die Station der Linie 4 ging am 21. April 1908 in Betrieb, als deren erster Abschnitt von Châtelet bis Porte de Clignancourt eröffnet wurde.

## Beschreibung
Beide Stationen liegen unter elliptischen, weiß gefliesten Deckengewölben mit gekrümmten Seitenwänden, an je zwei Streckengleisen liegen Seitenbahnsteige. Die Station der Linie 5 ist nach wie vor 75 m lang, die der Linie 4 wurde Mitte der 1960er Jahre auf 90 m verlängert.
Nördlich ihrer Station hat die Linie 5 einen einfachen Gleiswechsel, südlich unterqueren ihre Gleise die der Linie 4.
Zum Straßenraum hin existieren drei Ausgänge, die im Stil des Art nouveau und des Art déco ausgeführt sind. Ein vierter Ausgang führt in den Fern- bzw. RER-Bahnhof.

## Fahrzeuge
Auf der Linie 4 verkehrten bis 1928 Fünf-Wagen-Züge aus zunächst drei zweimotorigen, später zwei viermotorigen Triebwagen und Beiwagen. Sie wurden durch Sprague-Thomson-Züge abgelöst, die in den Jahren 1966/67 sukzessive durch gummibereifte Sechs-Wagen-Züge der Baureihe MP 59 ersetzt wurden. Seit 2011 ist auf der Linie 4 die Baureihe MP 89 CC im Einsatz. Die Umstellung der Linie 4 auf fahrerlose Züge der Baureihen MP 89 CA, MP 05 und MP 14 hat am 12. September 2022 begonnen und soll bis Ende 2023 abgeschlossen sein.
Die Sprague-Thomson-Züge auf der Linie 5 wurden ab 1978 durch Fahrzeuge der Baureihe MF 67 ersetzt, denen ab 2011 MF 01-Züge folgten.